# 库尔沃东
库尔沃东（法語：Courvaudon，法語發音：[kuʁvodɔ̃] ⓘ）是法国卡尔瓦多斯省的一个市镇，属于卡昂区。

## 地理
库尔沃东（49°1'52"N, 0°34'36"W）面积9.53 平方千米，位于法国诺曼底大区卡爾瓦多斯省，该省份为法国西北部沿海省份，北濒大西洋英吉利海峡，东北与滨海塞纳省以海上边界相接，东临厄尔省，南至奧恩省，西与芒什省接壤。
与库尔沃东接壤的市镇（或旧市镇、城区）包括：博讷迈松、阿容河畔迈松塞勒、蒙蒂尼、蒂里阿库尔勒奥姆、莱蒙多奈、阿容河畔马莱尔布。

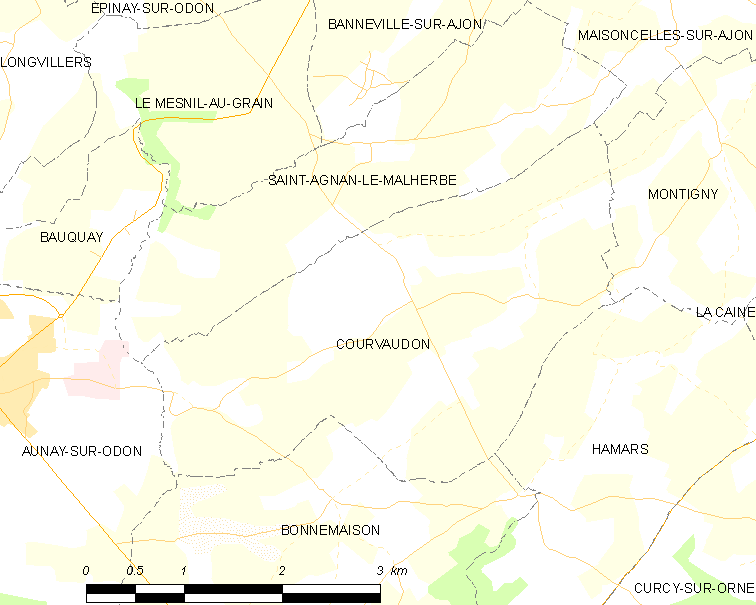
库尔沃东的OSM定位图

库尔沃东的时区为UTC+01:00、UTC+02:00（夏令时）。

## 行政
库尔沃东的邮政编码为14260，INSEE市镇编码为14195。

## 政治
库尔沃东所属的省级选区为莱蒙多奈县。

## 人口

1962-2008年间库尔沃东人口变化图示

库尔沃东于2022年1月1日时的人口数量为287人。